# Charles Pickel
Charles «Charlie» Pickel (* 15. Mai 1997 in Solothurn) ist ein schweizerisch-kongolesischer Fussballspieler. Er spielt als Mittelfeldspieler oder Aussenverteidiger für die US Cremonese in der italienischen Serie B und ist Nationalspieler der DR Kongo.

## Karriere

### Verein
Pickel begann mit dem Fussballspiel beim FC Solothurn und wechselte 2011 zu den Junioren des FC Basel. Am 23. Dezember 2015 unterzeichnete er seinen ersten Profivertrag, er unterschrieb eine bis am 30. Juni 2018 gültige Vereinbarung. Sein Debüt für die erste Mannschaft des FC Basel gab er am 16. Mai 2016 bei der 0:4-Auswärtsniederlage gegen den FC Luzern. Unter Trainer Urs Fischer gewann Pickel am Ende der Saison 2015/16 den Meistertitel mit dem FCB. Für den Club war es der siebte Titel in Serie und insgesamt der 19. Titel der Vereinsgeschichte.
Am 28. Februar 2017 wechselte Pickel zum Schweizer Rekordmeister Grasshopper Club Zürich und unterzeichnete einen Vertrag bis zum 30. Juni 2021. Sein Meisterschaftsdebüt für seinen neuen Club gab er am 5. März 2017 beim Auswärtsspiel gegen den Luzern. Er spielte durch, und das Spiel endete mit einem 1:1 unentschieden.
2019 wechselte er in die französische Ligue 2 zu Grenoble Foot, wo er schnell zum Stammspieler wurde und insgesamt 64 Spiele absolvierte. Dabei schoss er drei Tore und lieferte zwei Assists. Im Sommer 2021 wurde er vom portugiesischen Erstligisten FC Famalicão engagiert, mit dem er 29 Spiele bestritt. Am 22. Juli 2022 wechselte er für eine Ablösesumme von 3,8 Millionen Euro vom FC Famalicão in die italienische Serie A zur US Cremonese. Dort wurde er ebenfalls zur Stammkraft im Mittelfeld, stieg am Saisonende mit der Mannschaft jedoch in die Serie B ab.

### Nationalmannschaft
Pickel war über seine aus der Demokratischen Republik Kongo stammende Mutter sowohl für Schweizer als auch kongolesische Auswahlmannschaften spielberechtigt. Zwischen 2012 und 2018 bestritt er von der U15 bis zur U20 insgesamt 21 Spiele für Schweizer Junioren-Nationalmannschaften. 2023 entschied er sich für einen Verbandswechsel zur Fédération Congolaise de Football-Association und debütierte schliesslich im September 2023 in einem Freundschaftsspiel gegen den Sudan für die kongolesische A-Nationalmannschaft. Anfang 2024 nahm er mit dem Team am Afrika-Cup 2024 teil und belegte dort den vierten Platz.

## Titel und Erfolge
FC Basel
- Schweizer Meister 2016